# Abdalodon
Abdalodon — вимерлий рід пізньопермських цинодонтів, відомий лише за своїм видом A. diastematicus. Абдалодон разом із родом Charassognathus утворюють кладу Charassognathidae. Ця клада являє собою найдавніших відомих цинодонтів і є першою відомою радіацією пермських цинодонтів.
Abdalodon diastematicus відомий з одного роздробленого викопного черепа з басейну Кару в Південній Африці. З усіх пермських терапсид цинодонти є одними з найбільш рідкісних. Викопні рештки пермських цинодонтів характеризуються довгим родоводом-привидом. Абдалодон був важливим для визначення ранньої еволюції цинодонтів. Абдалодон і його сестринські таксони Charassognathus є тваринами невеликого розміру, череп Abdalodon має довжину близько шести сантиметрів, а череп Charassognathus трохи менший. Це свідчить про те, що рання еволюція цинодонтів відбувалася при малому розмірі тіла, що могло б пояснити рідкість пермських скам'янілостей цинодонтів, оскільки існує властиве тафономічне упередження проти скам’янілості маленьких тварин.

## Палеобіологія
Хоча немає прямих доказів того, що Абдалодон зарився, правдоподібно, що це було. Існують чіткі докази того, що близькоспоріднені тріасові цинодонти Thrinaxodon і Triachodon, також з басейну Кару в Південній Африці, були рийними. Це свідчить про довгу історію поведінки цинодонтів у ритті.
Зуби Абдалодона не дуже придатні для жування або подрібнення великої кількості рослинної речовини. Отже, абдалодон, як і більшість ранніх цинодонтів, швидше за все був комахоїдним або м’ясоїдним, який полює на все, що менше, ніж він сам. Лише в ранньому та середньому тріасі цінодонти почали урізноманітнювати свій раціон; деякі стали всеїдними або травоїдними, а інші залишилися м'ясоїдними.